# Новониколаевский сельский совет (Ивановский район)
Новониколаевский сельский совет (укр. Новомиколаївська сільська рада) — бывший сельсовет который входил в  состав
Ивановского района
Херсонской области
Украины.
Административный центр сельского совета находится в 
с. Новониколаевка
.

## История
- 1912 — дата образования.

## Населённые пункты совета
- с. Новониколаевка
- с. Широкая Балка